# NGC 7630
NGC 7630 est une galaxie spirale relativement éloignée et située dans la constellation de Pégase. Sa vitesse par rapport au fond diffus cosmologique est de 12 164 ± 26 km/s, ce qui correspond à une distance de Hubble de 179,4 ± 12,6 Mpc (∼585 millions d'al). NGC 7630 a été découverte par l'astronome britannique Andrew Ainslie Common en 1880.
NGC 7630 présente une large raie HI.